# Ruszkiczay-Rüdiger Imre
Ruszkiczay-Rüdiger Imre (néhol  Rusziczkay-Rüdiger, Vaskő, 1889. november 20. – Budapest, 1957. január 11.) magyar vezérezredes, nagybaconi Nagy Vilmos, majd Csatay Lajos honvédelmi miniszterek helyettese a második világháború idején.

## Élete
Temesváron érettségizett 1907-ben. Elvégezte az Osztrák–Magyar Monarchia Mödlingi Katonai Műszaki Akadémiáját. 1910. szeptember 1-jén avatták tüzérhadnaggyá. A szolgálatot a Lugosi 21. számú Tábori Tüzérezrednél kezdte meg. 1913-ban áthelyezték a Lugosi Honvéd Tábori Tüzérezredhez. 1914. augusztus 1-jén lett főhadnagy, és az orosz frontra vezényelték az 5. számú Honvéd Táboriágyús Tüzérezredhez. Az első világháborúban 51 hónapig teljesített arcvonalszolgálatot. 1917. április 20-án századossá léptették elő, és Laibachba vezényelték vezérkari tanfolyamra. Utána dandár vezérkari tiszt lett az olasz hadszíntéren. 1918. november 4-én olasz fogságba esett, ahonnét csak 1919. novemberének végén tért haza Temesvárra. A román rendőrség hat hónapra internálta. Szabadulása után mint vaskereskedő-segéd dolgozott.
1921 elején áttelepült Budapestre, és a hadiakadémia előadója lett. 1925. május 1-jén vezérkari őrnagy lett és a honvédvezérkar 7/K, a hadiközlekedési és szállítási osztályán lett beosztott, majd osztályvezető-helyettes, 1933-tól pedig osztályvezető, majd vezérkari alezredessé léptették elő. 1937 tavaszán a hajmáskéri tüzérségi tábor parancsnokává nevezték ki, de a következő év nyarán már a Honvédelmi Minisztérium III. Anyagi Főcsoport főnökének helyettese volt. 1938-ban vezérőrnagy lett. Ezt követően a főcsoport vezetője, majd 1942. november 1-jéig a budapesti I. hadtest parancsnokaként szolgált. Altábornagyként tért vissza 1942. november 1-jén a minisztériumba, és a honvédelmi miniszter állandó helyettesévé nevezték ki. 1943-ban vezérezredesi rangra emelkedett. Magyarország német megszállása után Edmund Veesenmayer, a birodalmi megbízott magához rendelte, és hivatkozva Ruszkiczay-Rüdiger német eredetére, felszólította a Német Birodalom teljes kiszolgálására. Ezt ő természetesen visszautasította. Miniszterhelyettesi tisztét 1944. október 16-áig, a nyilas hatalomátvételig töltötte be, amikor a Gestapo Csatay Lajos vezérezredessel, addigi honvédelmi miniszterrel együtt letartóztatta.
1944. november 19-étől 1945. január 28-áig a sopronkőhidai börtönben raboskodott. Miután kiszabadult, február 1-jén internálták, majd április 3-ától 1948. június 7-éig hadifogságban tartották a Szovjetunióban. Hazaszállítása után a súlyosan beteg embert letartóztatta a HM Katonapolitikai Osztálya, majd a „Hadik” laktanya pincéjébe szállították, ahol vallatták és kínozták. A népbíróság 1949. február 22-én háborús bűntett elkövetése miatt 8 évi fegyházra ítélte, majd a fellebbviteli bíróság 1949. június 8-án büntetését három évre csökkentette, amit a budapesti Gyűjtőfogházban, a szegedi Csillagbörtönben és a Márianosztrai Fegyház és Börtönben töltötte le. Szabadulása napján, 1952 júniusában az Államvédelmi Hatóság a Kistarcsai Internálótáborba szállította, ahonnan csak 1953. október 28-án bocsátották el. 1994-ben felmentették az ellen emelt vádak alól.